# Kwiaciarstwo

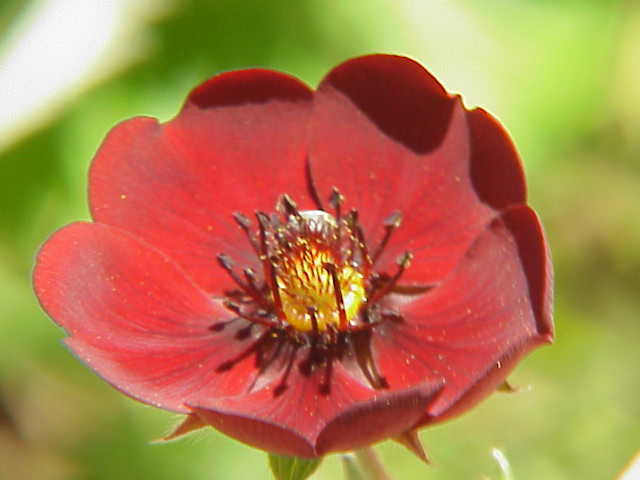
Pięciornik krwisty Potentilla atrisanguinea

Kwiaciarstwo – dział ogrodnictwa, zajmujący się uprawą i produkcją roślin ozdobnych.
Rośliny ozdobne hoduje się do celów użytkowych, głównie dekoracyjnych. Są to przede wszystkim:
- rośliny uprawiane na kwiat cięty,
- rośliny uprawiane w pojemnikach (rośliny doniczkowe),
- materiał nasadzeniowy i rozmnożeniowy (nasiona, cebule, kłącza, sadzonki, rozsady).

Ze względu na miejsce prowadzenia upraw rośliny ozdobne uprawia się:
- pod osłonami (w szklarniach, tunelach foliowych) – rośliny egzotyczne o wysokich wymaganiach termicznych,
- w gruncie – rośliny o niskich wymaganiach termicznych.

Kwiaty są wykorzystywane do tworzenia różnorodnych kompozycji z żywych lub suszonych roślin, co ma zastosowanie w bukieciarstwie. Kompozycje kwiatowe używane są do dekoracji wnętrz (bukiety, wiązanki, stroiki), a także do dekoracji np. nagrobków (wieńce).